# Bjørn Egge
Bjørn Egge, född den 19 augusti 1918 i Kristiansand, död 25 juli 2007, var en norsk FN-officer, generalmajor och president i Norges Røde Kors.
Vid den tyska invasionen av Norge i april 1940 deltog Egge i striderna i Sydnorge, fortsatte med illegalt arbete och måste därefter fly til Sverige. Egge var som matros på den norska kvarstadsbåten Charente med om ett försök att från Göteborg segla till England, i mars 1942. Han blev i samband med detta tillfångatagen av tyskarna och var därefter fånge i olika tyska koncentrationsläger tills han 1945 blev räddad ur fångenskapen av Folke Bernadottes vita bussar.
Efter andra världskriget utbildade sig Egge vidare och tog officersexamen vid norska Krigsskolen (KS) 1947. Fram till slutet av 1960-talet arbetade han inom militär underrättelsetjänst. Han fungerade som adjutant till försvarsminister Jens Christian Hauge och var norsk försvarsattaché i Moskva. 
Egge tjänstgjorde som underrättelseofficer vid FN-styrkorna i Kongo 1961 och var den förste FN-officer som såg den omkomne Dag Hammarskjöld efter flygkraschen vid Ndola samma år.  Han menade att generalsekreteraren hade överlevt flygolyckan och att han hade ett runt hål i pannan. Även om det inte kunde uteslutas, trodde Egge egentligen inte att såret som Hammarskjöld hade var ett skottsår. Han blev emellertid överbevisad om att Hammarskjölds flygplan blev utsatt för sabotage.
Från 1976 fram till 1980 var han biträdande chef vid NATO Defence College i Rom. Han avslutade sin militära karriär 1983 som generalmajor och kommendant för Akershus fästning. 
Från 1981 till 1987 var han ledare för Norges Røde Kors. 
Han var hederspresident i Verdens krigsveteranforbund och beskyddare av den norska stiftelsen Hvite busser til Auschwitz. 

## Utmärkelser
För sin insats under andra världskriget blev Egge hedrad med norska Krigsmedaljen. För sin insats efter kriget blev Egge 1980 utnämnd till kommendör av St. Olavs Orden. Han mottog dessutom ett antal utländska hedersbevisningar och utmärkelser. Bland  annat blev han Commander of the Order of the British Empire, riddare av den svenska Svärdsorden, riddare av den isländska Falkorden, officer av den franske Hederslegionen och tilldelad den polska Medal Pro Memoria. Han var också innehavare av den brittiska medaljen Atlantic Star.
År 2005 blev Egge tilldelad Henry Dunant-medaljen.